# ريدزيب ريدزوبوفكسي
ريدزيب ريدزوبوفكسي (مواليد 14 ديسمبر 1962) هو ملاكم مقدوني، مثّل بلاده في الألعاب الأولمبية الصيفية 1984 وحقق الميدالية الفضية في فئة وزن الذبابة.

## روابط خارجية
ريدزيب ريدزوبوفكسي على موقع أوليمبيديا (الإنجليزية)